# Batalla del comboi Cigno
La batalla del comboi Cigno (o comboi Belluno) va ser un enfrontament naval entre dos destructors britànics de la Royal Navy i dos torpedineres de la Regia Marina al sud-est de l'illa de Marettimo, a l'oest de Sicília, a les primeres hores del 16 d'abril de 1943. Els vaixells italians estaven escortant el transport Belluno (4.200 tones) a Tunísia; la torpedinera Tifone, que transportava combustible d'aviació. La força britànica va ser atacada pels vaixells italians per la pèrdua d'un vaixell torpedero. Un destructor britànic, inhabilitat per un tret italià, va haver de ser enfonsat després de l'acció quan va quedar clar que no podia fer port abans de l'alba.

## Fons
Després de l'operació Torxa, la invasió aliada del nord d'Àfrica francès (8 de novembre de 1942), els aliats van iniciar una campanya per aconseguir la supremacia naval i aèria al voltant del nord d'Àfrica i Sicília per impedir la ruta de subministrament de l'Eix des d'Itàlia. El febrer de 1943, la campanya aèria i marítima dels Aliats va infligir una pèrdua del 20 per cent a la navegació mercant de l'Eix. Al març, la taxa de pèrdues va arribar al 50% i a l'abril, els enfonsaments de vaixells mercants de l'Eix van ser de 3,3 al dia de mitjana. La ruta de subministrament de la Regia Marina des dels ports italians fins a Tunísia era més curta que la ruta anterior a Trípoli a Líbia, però la supremacia aèria aliada i el desgast de la navegació mercant de l'Eix des de 1940 van fer gairebé impossible muntar grans combois, malgrat les instal·lacions portuàries superiors a Tunísia.
La manca crònica de combustible també va limitar la navegació dels vaixells d'escorta italians i va fer que la Regia Marina i la Kriegsmarine utilitzessin vaixells i barcasses més petits, escortats per destructors petits i ràpids i torpediners. Les embarcacions més petites eren més difícils de trobar quan navegaven disperses i més ràpides de descarregar. A causa de la pèrdua de molts vaixells de càrrega més ràpids a principis de la guerra, els combois només eren capaços de fer 8–10 kn (9,2–11,5 mph; 15–19 km/h).  Una gran extensió de camps de mines plantats per ambdós bàndols havia limitat l'abast dels vaixells de superfície aliats amb base a Bône a Algèria per atacar la navegació de l'Eix en una mesura molt més gran que durant la campanya de Líbia; els vaixells amb base a Malta també van tenir poc èxit. Els avions aliats s'havien convertit en una amenaça més gran per al trànsit marítim de l'Eix.

## Preludi
El 15 d'abril, el carguer Belluno (4.200 tones de registre brutes) va sortir de Nàpols cap a Trapani a Sicília, portant munició per a les forces de l'Eix (Grup d'Exèrcits Àfrica [[[alemany]]: Heeresgruppe Afrika / italià: Gruppo d'Armate Africa]) a Tunísia. Belluno va ser escortat per les torpedineres Tifone (que transportava combustible d'aviació) i Climene. A Trapani, Cigno (vaixell insígnia, Capitano di Corvetta Carlo Maccaferri) i Cassiopea (Capitano di Corvetta Virginio Nasta) es van trobar amb el comboi per buscar torpederes britàniques (MTB), una força dels quals havia inhabilitat dos vaixells d'un comboi davant de Cani Rocks l'1 d'abril.
Durant la tarda del 15 d'abril, els destructors britànics HMS Pakenham i Paladin estaven en un exercici davant de Malta. Va arribar un senyal del C-in-C Malta que s'havien albirat vaixells a Pantelleria, donant ordres d'investigar; els vaixells van marxar a les 17:45. Després de vuit hores, els destructors britànics van passar Pantelleria a 20 kn (23 mph; 37 km/h) amb el Pakenham al capdavant i el Paladin a 0,3 nmi (0,35 milles; 0,56 km) a popa. El 16 d'abril el comboi va sortir de Trapani a la 01:00.
A les 02:42 Pakenhan va obtenir un contacte de radar a 7.200 iardes (3,6 nmi; 4,1 milles; 6,6 km), el va perdre quan Pakenham va girar i el va recuperar a les 02:45. Es va veure que el contacte eren dos torpedineres en línia per davant, en un curs recíproc a 6.000 iardes (3,0 nmi; 3,4 milles; 5,5 km). Els destructors britànics van girar a estribord per baixar de la lluna, perfilant els vaixells italians. A les 02:38 el Cigno va veure formes a la foscor a una distància de 9.000 iardes (4,4 nmi; 5,1 milles; 8,2 km). El Cigno es va girar cap a les formes, va encendre els seus llums de lluita i va enviar senyals de reconeixement. El Pakenham també va posar llums de lluita i va girar a estribord cap als vaixells italians, mentre el Paladin va continuar cap al nord al voltant del flanc del comboi italià. El Cigno i el Pakenham es van tancar ràpidament i Maccaferri va veure que les formes eren destructors britànics.

## El combat

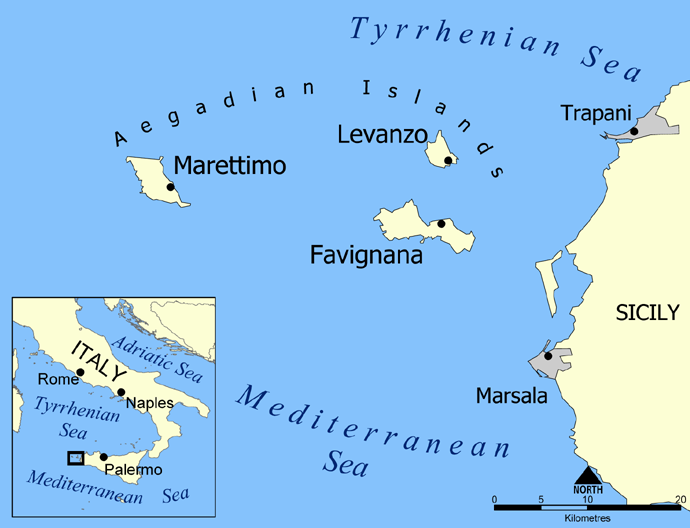
Un mapa que mostra Marettimo, la més occidental de les illes Egades

A les 02:48, després d'il·luminar el vaixell italià més important, el Pakenham va obrir foc a 2.700 iardes (1,3 nmi; 1,5 milles; 2,5 km).  Quan la  Cigno va estimar l'abast a 2.500 iardes (1,2 nmi; 1,4 milles; 2,3 km), també va obrir foc i va colpejar el Pakenham a la popa amb un projectil 100/47 de 100 mm (3,9 polzades), iniciant un incendi i desactivant els seus tubs de torpede de popa. La Cassiopea, després d'haver dirigit cap al nord-nord-oest per enfrontar-se al Paladí , va obrir foc a 4.500 iardes (2,2 milles nàutiques; 2,6 milles; 4,1 km). Tan bon punt es va sentir el tret, la Belluno i els seus escortes van girar cap a Trapani. El Pakenham va rebre un segon cop a les 02:50 que va explotar a la coberta inferior i va provocar un incendi molt més gran, fet que va fer que Stevens ordenés que el magatzem de popa fos inundat.
Els vaixells estaven molt a prop i tots dos disparaven amb totes les armes que es podien utilitzar, omplint l'aire amb munició traçadora multicolor. El Pakenham va colpejar la Cigno a la caldera davantera just a la part posterior del pont a les 02:53, deixant anar un gran núvol de fum i vapor sobre el vaixell quan es va aturar. Mentre estava a la deriva, la Cigno va disparar torpedes contra el Pakenham sense cap efecte i aquest va respondre des dels seus tubs de torpedes de proa sense danys i va colpejar la Cigno al mig del vaixell, trencant el vaixell en dos. La popa es va enfonsar ràpidament però la secció davantera del vaixell es va mantenir a flotació; la seva tripulació continua disparant  el canó de 100 mm (3,9 polzades) .

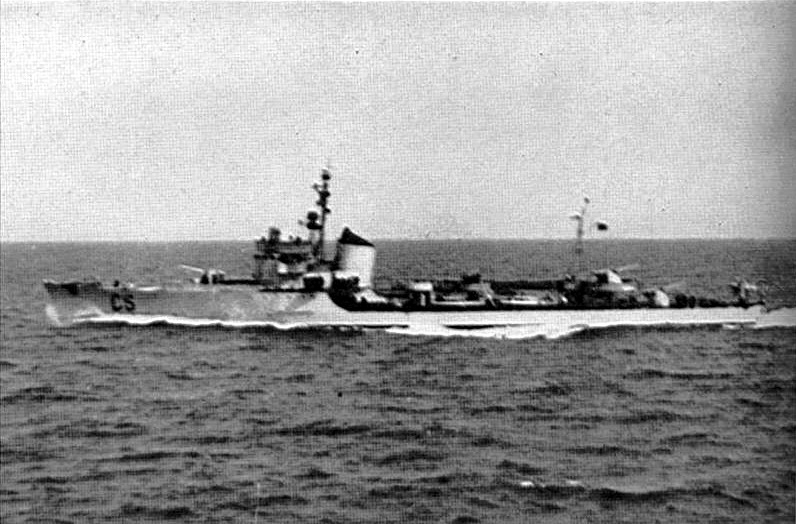
La torpedinera italiana Cassiopea

El Pakenham va virar cap al nord cap a la Cassiopea però poc després de les 03:00, un o dos obusos, disparats des de la meitat davantera del Cigno mentre s'enfonsava o des de la Cassiopea, van impactar contra la línia de flotació tallant els tubs de la caldera i provocant la inundació de la sala de màquines; el vapor va obligar la tripulació de la sala de màquines a . El Pakenham s'inclinà 15° a proa, l'energia elèctrica es va perdre i es va aturar a l'aigua, tot incendiat. La Cassiopea i el Paladin no havien estat colpejats fins que el Paladin va rastrejar la Cassiopea amb una ràfega de pom-pom QF de 2 lliures, que va encallar el timó i va iniciar un gran incendi a proa i un més petit a popa. Les tripulacions dels dos canons de 100 mm (3,9 polzades) a la part posterior van romandre en acció i a les 03:06 la Cassiopea va disparar un torpede a 1.200 iardes (0,59 nmi; 0,68 milles; 1,1 km) sense efecte.
A les 03:08, el Paladin va apagar els llums i va cessar el foc, fet que va induir a error la tripulació de la Cassiopea a reclamar un cop. El Paladin estava fent una acció evasiva i es va separar cap al sud-est, després que el seu capità confongués la Cassiopea amb un creuer de la classe Capitani Romani, perquè els obusos italians que explotaven a l'aigua van causar esquitxades inusualment grans. El Pakenham havia recuperat energia i va continuar cap al nord, aconseguint un cop sobre la Cassiopea a 4.000 iardes (2,0 nmi; 2,3 milles; 3,7 km); la Cassiopea va tornar el foc dels seus canons posteriors i va anotar dos cops al seu muntatge del pompó de popa i al reflector a les 03:13. El Pakenham va cessar el foc i es va girar per seguir el Paladí; la Cassiopea va quedar molt malmesa, amb dos grans incendis a bord i no el va perseguir.

## Conseqüències

### Anàlisi
El 2009, Vincent O'Hara va escriure que la batalla del comboi Cigno va ser una rara ocasió en què les escortes navals italianes van derrotar un atac nocturn de vaixells britànics. Els britànics van pensar que havien estat enfrontats per dos destructors de la flota i van creure que els havien enfonsat, la qual cosa va reduir la pèrdua de Pakenham a un cop desafortunat i a la manca d'experiència d'ambdues tripulacions britàniques. O'Hara va escriure que l'experiència va tenir més influència en el resultat; els vaixells britànics havien estat recentment transferits des de l'oceà Índic i Rich, al decidir allunyar-se, va ser "inusualment prudent". Les dues tripulacions italianes eren veteranes i van veure els vaixells britànics abans que els britànics obrís foc, però que els italians anomenaren el compromís un èxit quan un vaixell es va salvar per la pèrdua d'una escorta i un altre greument danyat va mostrar l'abast de l'ascendència britànica en els combats nocturns.

### Víctimes
La Cigno va patir la pèrdua de 103 tripulants. El Pakenham va patir nou tripulants morts i quinze ferits; un dels quals va morir el 18 d'abril.

### Operacions posteriors
La Cassiopea va ser remolcada de tornada a Trapani pel Climene i més tard a Tàrent per a reparacions.  La Belluno i la Tifone van sortir de Trapani a les 05:45 i van arribar a Tunis; la Tifone va descarregar la seva càrrega de combustible d'aviació a Bizerta. El Pakenham i el Paladin van arribar a Malta a 25 kn (29 mph; 46 km/h), però el vapor d'alta pressió que es filtrava a la sala de màquines del Pakenham va fer impossible que la tripulació es quedés. Jones podria apagar el vapor i esperar que la sala de màquines es refredés abans de fer les reparacions, però això trigaria dues hores o continuaria fins que s'acabés l'aigua d'alimentació de la caldera i el vaixell es va aturar a l'aigua.
Amb els aeròdroms de l'Axis tan a prop, Jones va continuar i va fer altres 13 milles nàutiques (15 milles; 24 km) abans de perdre energia, aturant-se a les 03:50. El Paladín va poder remolcar el Pakenham a 4–5 kn (4,6–5,8 mph; 7,4–9,3 km/h). A les 06.00 hores, quan s'aixecava l'alba, s'albiraren dos avions; els vaixells van deixar caure el remolc mentre s'enfrontaven als avions de l'Eix, que van ser seguits per dos més, que no van aconseguir danyar els vaixells. El remolc es va reprendre a les 06:20 però el cable es va trencar al cap d'uns minuts; els vaixells estaven massa lluny de Malta perquè els caces aliats poguessin mantenir una patrulla permanent sobre els vaixells, quan només podien fer 5 kn (5,8 mph; 9,3 km/h) en el millor dels casos. Es van rebre ordres de Malta a les 06:30 per enfonsar el Pakenham ; mentre que una baralla de gossos es desenvolupava per sobre, Jones va ordenar que el destructor s'enfonsés. El Paladin va agafar la tripulació i va tornar a Malta a 32 kn (37 mph; 59 km/h). 

## Ordres de batalla

### Comboi de Belluno
| Nom       | Bandera        | Tipus                      | Notes                                                                               |
| --------- | -------------- | -------------------------- | ----------------------------------------------------------------------------------- |
| Belluno   | Marina mercant | Mercant (4200 tones)       | Nàpols a Tunísia, tornà enrere                                                      |
| Cassiopea | Regia Marina   | torpedinera classe Spica   | Escolta Trapani a Tunísia, força d'exploració                                       |
| Cigno     | Regia Marina   | torpedinera classe Spica   | Vaixell insígnia, Capità de corbeta Carlo Maccaferri , força d'exploració; enfonsat |
| Climene   | Regia Marina   | torpedinera classe Spica   | Escolta Trapani a Tunísia                                                           |
| Tifone    | Regia Marina   | torpedinera classe Ciclone | Escolta Trapani a Tunísia                                                           |

### Vaixells aliats
| Nom          | Bandera    | Tipus               | Notes                                       |
| ------------ | ---------- | ------------------- | ------------------------------------------- |
| HMS Pakenham | Royal Navy | destructor classe P | Nau insígnia. Capità J.S. Stevens, enfonsat |
| HMS Paladin  | Royal Navy | destructor classe P | Danyat                                      |